# Krishna (fiume)
Il fiume Krishna (in sanscrito कृष्णा नदी), che significa "scuro" (femminile) in sanscrito, chiamato anche Krishnaveni, è uno dei fiumi più lunghi dell'India (circa 1.290 km di lunghezza). Le sue fonti sono Mahabaleswar nel Maharashtra occidentale e sfocia nel Golfo del Bengala a Hamasaladeevi in Andhra Pradesh, sulla costa orientale. Inoltre, scorre attraverso lo Stato del Karnataka. Il delta del fiume è una delle regioni più fertili dell'India ed è stata la patria di antichi regni, come l'Impero Shatavahana. Vijayawada è la più grande città sul fiume Krishna.